# Proteuxoa costalis
Proteuxoa costalis là một loài bướm đêm trong họ Noctuidae.